# Michel Boisrond
Pour les articles homonymes, voir Boisrond.
 (janvier 2024).
Si vous disposez d'ouvrages ou d'articles de référence ou si vous connaissez des sites web de qualité traitant du thème abordé ici, merci de compléter l'article en donnant les références utiles à sa vérifiabilité et en les liant à la section « Notes et références ».
Michel Boisrond, né le 9 octobre 1921 à Châteauneuf-en-Thymerais (Eure-et-Loir) et mort le 10 novembre 2002 à La Celle-Saint-Cloud, est un scénariste et réalisateur français.

## Biographie
Michel Boisrond commence sa carrière au cinéma dans les années 1940. Il assiste des auteurs tels que Jean Delannoy, Robert Vernay, Jacques de Baroncelli et Jean Cocteau. Mais c’est surtout son expérience auprès de René Clair, à qui il voue une grande admiration, qu’il retient. Il l’assiste sur La Beauté du diable (1949), Les Belles de nuit (1952) et Les Grandes Manœuvres (1955) dont il dirige même la seconde équipe.

### Réalisateur
Au milieu des années 1950, comme Norbert Carbonnaux ou Roger Vadim, il incarne un souffle de renouveau pré-Nouvelle Vague, lançant de jeunes actrices dans des films sensibles à l'air du temps. En 1955, il réalise son premier film, Cette sacrée gamine, avec la jeune Brigitte Bardot qui va devenir une de ses actrices fétiches. Suivront Une Parisienne en 1957, toujours avec Bardot, puis Faibles Femmes en 1958 où il dirige le jeune Alain Delon. Il reforme le duo Brigitte Bardot-Henri Vidal dans le film Voulez-vous danser avec moi ? en 1959. Le film fut un succès au box-office.
L'amour (Les Amours célèbres, 1961), les femmes (La Française et l'Amour, 1960) et Paris (Les Parisiennes, 1962) sont ses thèmes de prédilection qui nourrissent une œuvre riche en comédies de boulevard. Son cinéma très populaire est souvent qualifié d’artificiel. On dit de lui qu'il s'aligne sur le cinéma le plus commercial des années 1960, avec ses comédies amoureuses légères tournées à la commande. Lui ne cherche qu'à divertir son public le plus simplement possible.
Au début des années 1970, il se fait plus rare au cinéma, mais connaît tout de même un certain succès avec sa version du Petit Poucet en 1972, avec Jean-Pierre Marielle. En 1975, il réunit pour son dernier film Jane Birkin, Patrick Dewaere, Jean-Claude Brialy et Jean-Pierre Aumont dans Catherine et Compagnie, sur des dialogues de Catherine Breillat.
Il travaille ensuite régulièrement pour la télévision jusqu'en 1995. Il se voit confier la réalisation d’épisodes de séries télévisées telles que Les Folies Offenbach (en 1977 avec Michel Serrault) ou de téléfilms (Tout comme un homme en 1984).
Dans les années 1980, il réalise plusieurs épisodes de Série rose, série érotique pour laquelle il travaillera en 1986, 1987 et 1991. En 1991, il réalise la courte série Marie Curie, Une femme honorable avec Marie-Christine Barrault. Suivent deux téléfilms restés confidentiels, Séparément vôtre, en 1992, et Meurtre en Ut majeur, en 1993.
En 1995, il réalise la courte série policière Police des polices avec Martin Lamotte.

### Acteur
Il a joué comme acteur dans Le Samouraï de Jean-Pierre Melville en 1967, et Le Bon Plaisir de Francis Girod en 1984.

### Vie privée
Michel Boisrond a été marié à Francine Bernard, avec laquelle il a eu trois enfants, Sophie, Laurent et Étienne. Il a épousé ensuite la scénariste belge Annette Wademant qui a collaboré à douze de ses films ; ensemble, ils ont eu un fils, François Boisrond, peintre, et une fille, Cécile Boisrond, réalisatrice.
Il a également été le compagnon de Marie-Christine Barrault pendant dix ans.
Il est inhumé au cimetière de Montoire-sur-le-Loir (Loir-et-Cher).

## Filmographie

### Cinéma
- 1955 : Cette sacrée gamine
- 1956 : C'est arrivé à Aden
- 1956 : Lorsque l'enfant paraît
- 1957 : Une Parisienne
- 1958 : Faibles Femmes
- 1959 : Le Chemin des écoliers
- 1959 : Voulez-vous danser avec moi ?
- 1960 : La Française et l'Amour, sketch La Virginité
- 1960 : Un soir sur la plage
- 1961 : Les Amours célèbres
- 1961 : Les Parisiennes
- 1962 : Comment réussir en amour
- 1963 : Comment trouvez-vous ma sœur ?
- 1963 : Cherchez l'idole
- 1964 : Comment épouser un Premier ministre
- 1966 : Atout cœur à Tokyo pour OSS 117
- 1967 : L'Homme qui valait des milliards
- 1968 : La Leçon particulière
- 1968 : Du soleil plein les yeux
- 1970 : On est toujours trop bon avec les femmes
- 1972 : Le Petit Poucet
- 1974 : Dis-moi que tu m'aimes
- 1975 : Catherine et Compagnie

### Télévision
- 1977 : Les Folies Offenbach - épisodes Monsieur Choufleuri restera chez lui et La Belle Hélène
- 1981 : Histoire contemporaine (mini-série)
- 1982 : Toutes griffes dehors (mini-série)
- 1984 : Tout comme un homme
- 1986 : Le Tiroir secret (mini-série)
- 1986 : Série rose – épisodes La Gageure des trois commères et À la feuille de rose, maison turque
- 1987 : Série rose – épisode Hercule aux pieds d'Omphale
- 1987 : Le Loufiat (minie-série)
- 1989 : Le Retour d'Arsène Lupin – épisode Un savant bien tranquille
- 1991 : Marie Curie, une femme honorable (mini-série)
- 1991 : Série rose – épisode Le Style Pompadour
- 1992 : Séparément vôtre
- 1993 : Meurtre en Ut majeur
- 1995 : Police des polices – épisodes L’Îlotier, Vidéo preuves, Raison d’État, Faux diagnostic, Sortie sans issue, Cavalier seul

### Sources
- Chronique de la télévision, éditions Chronique, 1996
- INA.fr
- Allocine.fr